# Giorgio Ferroni
Giorgio Ferroni (Perúgia, 12 de abril de 1908 — Roma, 17 de agosto de 1981) foi um cineasta italiano. Iniciou sua carreira em 1932, como assistente de Gennaro Righelli. Durante sua longa carreira allternou produções documentaristas com o cinema tradicional, especialmente nos gêneros espada e sandália, western spaghetti, histórico, aventuresco e mitológico.

## Filmografia
- 1936 – Pompei
- 1937 – I tre desideri
- 1938 – Criniere al vento
- 1938 – Armonie pucciniane
- 1939 – Terra di fuoco
- 1940 – In vacanza con i principini
- 1940 – Cinque minuti colla nazionale di calcio
- 1940 – L'ebbrezza del cielo
- 1941 – L'accademia dei vent'anni
- 1942 – Il fanciullo del West
- 1943 – Arcobaleno
- 1944 – Macario contro Zagomar
- 1945 – Casello N. 3
- 1946 – Senza famiglia
- 1946 – Ritorno al nido
- 1946 – Pian delle stelle
- 1947 – Tombolo, paradiso nero
- 1949 – Vivere a sbafo
- 1949 – Marechiaro
- 1954 – Ai margini della città
- 1956 – Vertigine Bianca
- 1957 – L'oceano ci chiama
- 1958 – Ricordi Pucciniani
- 1960 – Il mulino delle donne di pietra (O Moinho das Mulheres de Pedra)
- 1961 – Le baccanti
- 1961 – La guerra di Troia (A Guerra de Tróia)
- 1963 – Ercole contro Molock  (Hércules Contra Moloch)
- 1964 – Coriolano: eroe senza patria (Coriolano, o Herói Sem Pátria)
- 1964 – Il colosso di Roma (O Colosso de Roma)
- 1964 – Leone di Tebe
- 1965 – Un dollaro bucato (O Dólar Furado) (como Calvin Jackson Padget)
- 1966 – New York chiama Superdrago (Nova York chama Superdrago) (como Calvin Jackson Padget)
- 1966 – Per pochi dollari ancora (Ringo Não Perdoa) (como Calvin J. Padget)
- 1967 – Wanted (Wanted – O Procurado)  (como Calvin Jackson Padget)
- 1968 – Il pistolero segnato da Dio (O Pistoleiro Marcado por Deus) (como Calvin J. Padget)
- 1969 – La battaglia di El Alamein (A Batalha de El Alamein) (como Calvin Jackson Padget)
- 1970 – L'arciere di Sherwood (O Arqueiro de Fogo)
- 1972 – La notte dei diavoli
- 1975 – Antonio e Placido - Attenti ragazzi... chi rompe paga (As Incríveis Aventuras da Dupla Explosiva) (como Calvin Jackson Padget)